# Свиридовка (Рославльский район)
Свиридовка — деревня в Рославльском районе Смоленской области России. Входит в состав Пригорьевского сельского поселения. Население — 8 жителей (2007 год). 
Расположена в южной части области в 22 км к юго-востоку от Рославля, в 16 км северо-восточнее автодороги А141 Орёл — Витебск, на берегу реки Артюховка. В 3 км севернее деревни расположена железнодорожная станция Аселье на линии Рославль — Фаянсовая.

## История
В годы Великой Отечественной войны деревня была оккупирована гитлеровскими войсками в августе 1941 года, освобождена в сентябре 1943 года.